# Brignoliella carmen
Brignoliella carmen là một loài nhện trong họ Tetrablemmidae.
Loài này thuộc chi Brignoliella. Brignoliella carmen được Lehtinen miêu tả năm 1981.